# Evarcha obscura
Evarcha obscura là một loài nhện trong họ Salticidae.
Loài này thuộc chi Evarcha. Evarcha obscura được Lodovico di Caporiacco miêu tả năm 1947.